# Robert Vintousky

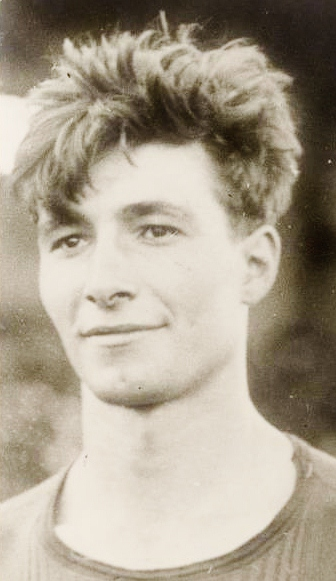
Robert Vintousky, ca. 1922

Robert Vintousky (Robert Claudius Vintousky; * 19. Juni 1909 in Beaune; † 8. Januar 1995 in Lamonzie-Montastruc) war ein französischer Stabhochspringer.
Bei den Olympischen Spielen 1928 in Amsterdam schied er in der Qualifikation aus.
Bei den Leichtathletik-Europameisterschaften wurde er 1934 in Turin Siebter und 1938 in Paris Elfter.
1933 und 1935 wurde er Französischer Meister. Seine persönliche Bestleistung von 3,90 m stellte er 1928 auf. 